# Textiles Bauen

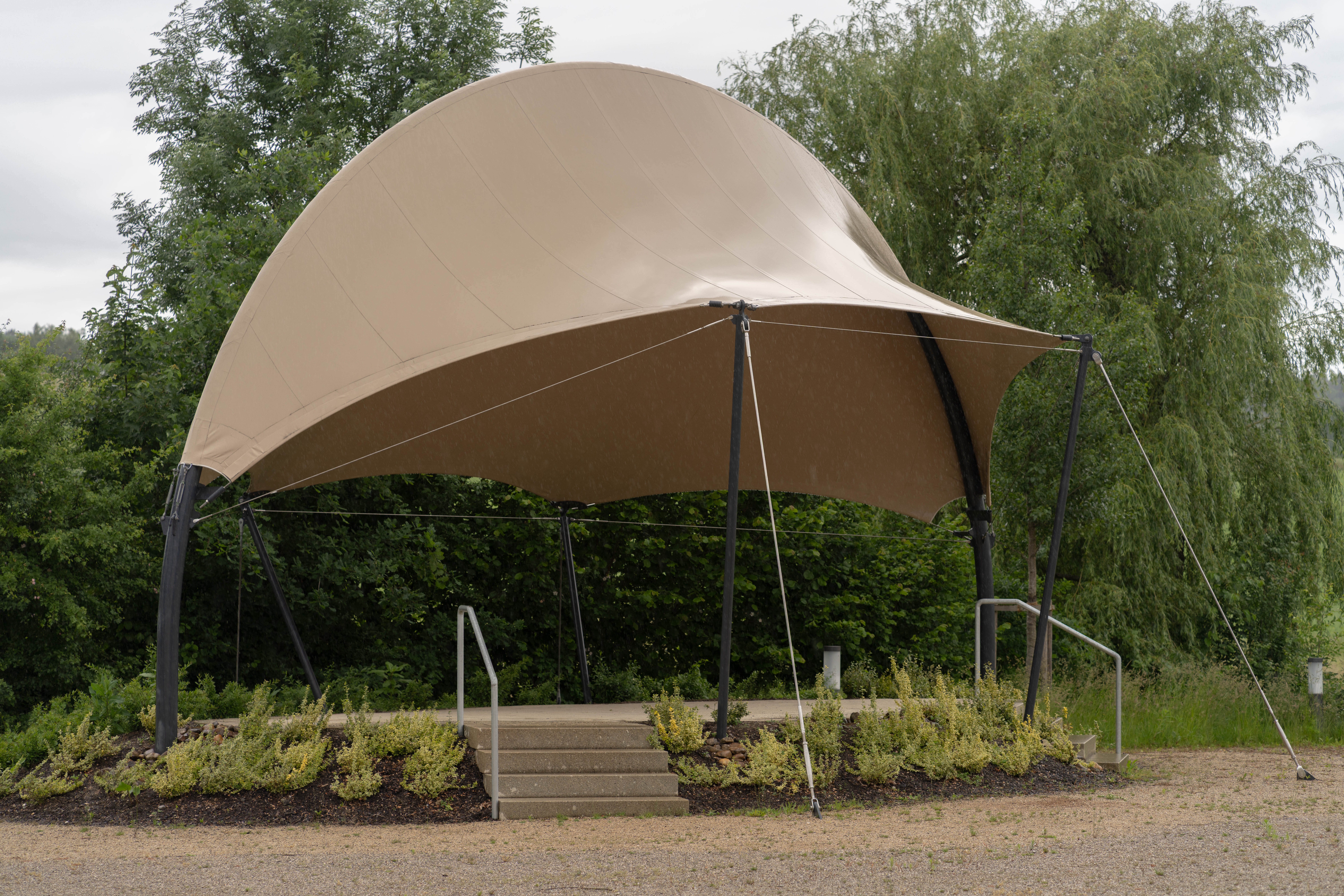
Konzertmuschel im Renaissance-Garten des Staudenschlosses

Textiles Bauen (auch: Textile Architektur) bezeichnet das Bauen mit Membranen und Seilen. Membranen sind flächenhafte Bauteile, die biegeweich sind und nur auf Zug beansprucht werden, wie z. B. unbeschichtete und beschichtete Gewebe, Gewirke, Gelege sowie Folien und faserverstärkte Folien. Unter Seilen werden biegeweiche, nur auf Zuge beanspruchte, lineare Bauteile wie geflochtene, gedrehte und gewebte Drähte und Fäden verstanden.
Zwischen textilen Konstruktionen und dem Membranbau gibt es Überschneidungen, die dazu führen, dass beide Begriffe gelegentlich synonym verwendet werden. Membranen können jedoch aus Folien bestehen, die nicht in jedem Fall einer textilen Verstärkung bedürfen. Umgekehrt würden textile Seilnetzkonstruktionen in der Regel nicht als Membran bezeichnet werden.
Der Begriff Textile Architektur wird auch für Zeltkonstruktionen wie Jurte, Jaranga (tschuktschisch ‚Haus‘), Tipi, Campingzelt, Zirkusbau, Wigwam und Wickiup verwendet. Gottfried Semper galt als einer der bedeutendsten Kenner der textilen Architektur seit der Vorgeschichte. Als Vater der modernen Membranarchitektur gilt der Architekt Frei Otto.

## Anwendung
Textile Architektur kommt insbesondere als temporäre Architektur beispielsweise als Festzelt zum Einsatz, aber auch für dauerhafte Bauten, insbesondere als weitspannende Konstruktionen im Bereich von Fußballstadien, Verkehrsbauten, Überdachungen von Ladenstraßen oder Messehallen. Beispiele sind die transparenten Eindeckungen des Niedersachsenstadions in Hannover (HDI-Arena) oder die Eindeckung von Sportstätten für die Olympischen Spiele 2008 in Peking zu nennen, außerdem die Allianz Arena und das Soccer City.
Für textile Architektur gibt es zwei hauptsächliche Ausprägungen: als freistehende Konstruktionen, z. B. eine Lagerhalle oder ein großer Sonnenschirm, oder in Verbindung mit konventioneller Architektur, z. B. ein Vordach, das zu einem Gebäude hinzugefügt wurde und mit ihm verbunden ist.

## Entwurf
Der Ablauf der Entwicklung eines Projektes ist folgender:
1. Die Skizze des Architekten zu funktionalen Anforderungen der Überdachung oder der optischen Wirkung setzt die Grundlage des Vorhabens fest.
2. Der Konfektionär in Form des Membranbauunternehmens erstellt aus der Skizze des Architekten einen vorläufigen Entwurf, der sowohl die geometrisch notwendige Formgebung als auch konstruktiv notwendige Elemente, beispielsweise die Positionierung von Stützen, Abspannungen, Verankerungen usw. beinhaltet.
3. Basierend auf dem Entwurf des Membranunternehmens wird die endgültige Formgebung mit dem Architekten und dem Bauherrn abgeglichen, auch die geplante Ästhetik und die funktionalen Anforderungen.

## Belastung
Bei textilen Überdachungen wird die endgültige Form erst durch die Statik bestimmt. Durch die hohe Lebensdauer der Materialien werden textile Bauten heute genau wie herkömmliche Bauten als Dauerbauten eingestuft. Sie sind, je nach Norm des einzelnen Landes, genehmigungspflichtig und müssen die in den jeweiligen Bauvorschriften enthaltene Lastannahmen entsprechen. Regionale Auflagen bezüglich Wind- und Schneelasten müssen ebenso berücksichtigt werden wie klimatische Besonderheiten.
Aus der Statik der Membrane ergibt sich das komplette Anforderungsprofil der textilen Überdachung. Hier werden Randgeometrie und Randausbildung, dienlich der Lastabtragung, festgelegt. Das Gleiche gilt für Lasteinleitungspunkte in das Tragwerk. Zusätzlich ist darauf zu achten, dass bei äußerer Lasteinwirkung, wie durch Wind oder Schnee, eine Formveränderung der textilen Überdachung stattfindet. Diese Formveränderungen müssen durch Anschlusspunkte an bestehenden konventionellen Bauten oder aber durch Krafteinleitung in Fundamente aufgenommen werden.
Das Eigengewicht des Materials (etwa 1,0–1,5 kg/m2) kann hier, im Gegensatz zu traditionellen Bauten, vernachlässigt werden. Die daraus resultierende hohe Anfälligkeit gegen Windlasten kann durch Formgebung und Vorspannung des statischen Gleichgewichtes ausgeglichen werden. Es werden aber, bezogen auf die Lasteinleitung besondere Forderungen an das Tragwerk und die Fundamente gestellt. Die Tragfähigkeit des Baugrundes ist nur in wenigen Ausnahmefällen maßgeblich für die Dimensionierung der Fundamente. Je nach Bodenverhältnissen können Zuglasten durch Schwerlastfundamente oder auch spezielle Erdanker abgeleitet werden.

## Ingenieurwesen
Die nötige Zugfestigkeit des Materials definiert sich aus der statischen Berechnung. Als Tragwerk wird in der Regel eine Kombination aus Stahlkonstruktion und Seilen gewählt. Das Design ist frei wählbar, soweit die geometrischen und bauartbedingten Anschlusspunkte beachtet werden. Aufgrund der Leichtigkeit der Überdachung bietet es sich an, zum Beispiel Stützen und Trägersysteme in filigran wirkende Gitterstrukturen aufzulösen oder so weit wie möglich durch Seilstrukturen zu ersetzen. Selbstverständlich sind auch Tragstrukturen aus Aluminium, Edelstahl, Holzleimbaukonstruktionen, Glas, Plexiglas oder Stahlbeton denkbar. Als Membranmaterialien, die für draußen geeignet sind, eignen sich z. B. Polyester, Acryl oder PVC. Um für textile Architektur gewünschte Eigenschaften wie Schwerentflammbarkeit, Widerstandsfähigkeit gegen Licht und Wasser etc. zu erreichen, werden die Membranen beschichtet, z. B. mit PTFE (Teflon).
Nach Freigabe der statischen Berechnung durch die Baubehörde werden die Konstruktionenzeichnungen erstellt. Vor allem im Hinblick auf gestalterische Elemente sind die mit dem Planer und Bauherren abzustimmen. Hierbei ist es wichtig, dass neben der akkuraten Geometrie für die Membrane auch ausreichende Anschlagpunkte für Montage- und Spannwerkzeuge vorgesehen werden. Im Allgemeinen werden das Tragwerk und die Membrane ähnlich wie bei einem Fertighaus im Werk komplett montagefertig vorbereitet.

## Herstellung
Der Zeitbedarf von der ersten Idee bis zur Ausführung beträgt sechs bis neun Monate. Einfache Strukturen sind schneller umsetzbar, komplexere Entwürfe, wie beispielsweise eine Stadionüberdachung, können bis fünfzehn Monate in Anspruch nehmen. Die Planungsphase von der Idee bis zur Genehmigungsplanung nimmt normalerweise zwei bis drei Monate in Anspruch. Nach der Genehmigung werden nochmals rund ein bis zwei Monate für die Werkplanung und anschließend je nach Umfang des Projektes bis zu sechs Monate für die Herstellung im Werk benötigt. Die eigentliche Herstellung vor Ort ist vergleichbar mit der Aufstellung eines Fertighauses. Die Fundamente werden parallel zur Werksfertigung bauseits erstellt. Für die Montage zum Beispiel einer etwa 500 m2 großen Fläche sind etwa ein bis zwei Wochen einzuplanen.
In der Planung beginnt nach der Konkretisierung der Idee die Entwurfsplanung, die aus der Formfindung in Verbindung mit einer überschlägigen statischen Berechnung besteht. Der Entwurf ist mit dem bauseitigen funktionalen und ästhetischen Anforderungen abzugleichen. Danach beginnt die endgültige Planung, die mit einer prüffähigen statischen Berechnung endet. Nach erfolgreicher Prüfung der Statik durch einen Prüfer werden die Ausführungspläne erstellt, die ebenfalls zu prüfen sind. Nach endgültiger Genehmigung und Freigabe erfolgt die Herstellung der Werkstattpläne und der Zuschnitt für Tragwerk, Seile und Membranen sowie eine Montageplanung.
Bei der Herstellung einer textilen Überdachung gibt es einige Besonderheiten. Die Tragkonstruktion, zum Beispiel aus Stahl, ist kaum von herkömmlichen Stahltragwerken zu unterscheiden. Allerdings sind hier Minimaltoleranzen umzusetzen.
In Bereichen, wo es um die Anschlussgeometrie geht, übernimmt der Schlosser die Funktion eines Feinmechanikers.
Für die Membranen wird nach Festlegung der endgültigen Geometrie mit Hilfe dreidimensional wirkender spezieller Computerprogramme ein Zuschnittsmodell entwickelt, das den geplanten Vorspannungszustand unter Berücksichtigung des Dehnverhaltens des gewählten Materials widerspiegelt. Die sich daraus ergebenden Einzelzuschnitte werden unter Berücksichtigung von Nahtzugaben computergestützt auf das in Rollen angelieferte Rohmaterial aufgetragen oder mit speziellen CNC-Schneidplottern direkt ausgeschnitten. Die sich so ergebenden Zuschnittsbahnen werden danach durch Hochfrequenzschweißmaschinen oder thermisch miteinander verschweißt.

## Montage
Die Anlieferung der Membrane zur Baustelle erfolgt, nachdem die Stahlkonstruktion im Wesentlichen errichtet ist. Für die Montage werden gesonderte Ablaufkonzepte erarbeitet, die zum Teil statische Montagezustandsberechnungen über Lastfälle in Teilschritten der Montage enthalten. Die Montage dauert je nach Projekt nur wenige Tage oder Wochen, was einen großen Vorteil für die Baustelle an sich darstellt. Alle anderen Arbeiten dort können weitestgehend ungehindert durchgeführt werden. Je nach örtlicher Situation kann es sinnvoll sein, die textile Überdachung bereits zum Beginn zu errichten. Das ermöglicht mitunter ein witterungsgeschütztes Weiterarbeiten unter diesem Dach, setzt aber voraus, dass Vorkehrungen gegen die Zerstörung oder Beschädigung der Membrane oder Beschädigung der Seilabspannung durch Baufahrzeuge und Kräne getroffen werden. Wird diese Membrane erst zum Schluss einer Maßnahme gebaut, muss vorher geprüft werden, inwiefern geplante Einbauten dieses Vorhaben eventuell unmöglich machen. Eine Montage nach Abschluss der Bauarbeiten ist immer dann zu empfehlen, wenn durch starke Staubentwicklung, wie z. B. bei Erdarbeiten, die Membrane zu stark verschmutzt und gereinigt werden müsste.

## Wartung
Textile Überdachungen sind so gearbeitet, dass sie für die geplante Lebensdauer weitgehend wartungsfrei sind. Das zu Beginn dieser Bauweise in den frühen 1970er Jahren übliche Nachspannen ist bei den heute verwendeten Materialien und Technologien nicht mehr erforderlich. Die Membrane selbst korrodiert oder verwittert nicht. Die Wartung besteht allein in der regelmäßigen Kontrolle zum optischen Erscheinungsbild.

## Pflege und Reinigung
Eine textile Überdachung bedarf hin und wieder einer Reinigung. Die heute zum Einsatz kommende modernen Oberflächenschutzlackierungen (zum Beispiel PVDF-Lack) oder das Glas bzw. PTFE-Material sind zwar aufgrund der homogenen Oberfläche überwiegend selbstreinigend. Eine Patina, vergleichbar mit der Anschmutzung einer Glasscheibe, lässt sich aber naturgemäß nicht verhindern. Die Reinigung von Membranoberflächen unterliegt besonderen Anforderungen. Ebenso bedarf die Membrankonstruktion einer regelmäßigen optischen Inspektion auf mechanische Beschädigungen von außen (Sturm etc.).

## Materialprüfung
Die vielfältigen Materialprüfungen werden entsprechend den Standards der jeweiligen Länder durchgeführt. Es werden zum Beispiel neben Höchstzug-Kräften, Höchstzugkraft-Dehnung, Weiterreiß-Zugkraft-Werten, Haftungswerten zwischen Beschichtung und Geweben auch die chemische Beständigkeit und die Schwerentflammbarkeit geprüft.
Je nach Einsatz und Typen der Membranen sind umfangreiche Untersuchungen nötig, die wissenschaftliche und technisch spezialisierte Laboratorien und Prüfeinrichtungen voraussetzen.

## Gewährleistung
Die junge Bauweise Textiles Bauen hat sich seit mehr als 25 Jahren in vielen tausend Bauten weltweit etabliert. Die Mindestlebenserwartung derartiger Strukturen liegt, fachmännische Durchführung vorausgesetzt, je nach Material und Witterungsverhältnissen bei 10 bis 20 Jahren. Bei Glas bzw. PTFE-Konstruktionen ist sogar mit mehr als 25 Jahren zu rechnen. So ist es heute durchaus üblich, den bei konventionellen Bauten üblichen Gewährleistungsrahmen von zwei oder gar fünf Jahren zu vereinbaren. Längere, abgestufte und auf die Funktion bezogene Gewährungszeiten werden üblicherweise im Zusammenhang mit einem Wartungsvertrag gegeben, sind also im Preis zu berücksichtigen.